# Violet Bird
Pour les articles homonymes, voir Bird.
Violet Bird est une actrice américaine née le 18 octobre 1905 en Utah et morte le 20 janvier 1987 à Los Angeles (Californie).

## Biographie
Violet Bird est une actrice ayant travaillé à l'époque du cinéma muet.
Elle épouse en 1934 le golfeur Leo Diegel (en).

## Filmographie
- 1926 : Masked Mamas de Del Lord : une manucure
- 1926 : Hoboken to Hollywood de Del Lord
- 1926 : Uppercuts de Walter Graham
- 1926 : Hubby's Quiet Little Game de Del Lord
- 1927 : Le Chanteur de jazz de Alan Crosland
- 1927 : Jane Missed Out de Jess Robbins : Jane
- 1927 : The Cyclone Cowboy de Richard Thorpe : Norma Tuttle
- 1928 : Jazzland (en) de Dallas M. Fitzgerald : Kitty Pew
- 1929 : Le Signe sur la porte (The Locked Door) de George Fitzmaurice : une jeune femme
- 1931 : The Spider de Kenneth MacKenna et William Cameron Menzies : membre du public